# Семьон Лавочкин
Семьон Алексеевич Лавочкин (на руски: Семён Алексе́евич Ла́вочкин) e руски съветски авиационен инженер.
Член-кореспондент е на Академията на науките на СССР от 1958 година. Генерал-майор от инженерно-техническите войски, два пъти Герой на социалистическия труд (1943, 1956), лауреат на Сталинска награда.
Роден е през 1900 година в Смоленск, Русия. През 1917 г. завършва училище със златен медал и постъпва в армията. През 1920 г. направо от Червената армия постъпва в Московското висше техническо училище, което завършва през 1927 година.
От 1935 г. е главен авиоконструктор. Под негово ръководство са създадени изтребителте ЛаГГ-3, Ла-5, Ла-7 и редица техни модификации, които изиграват важна роля през Втората световна война. След войната работата му е посветена на развитието на реактивната авиационна техника. Създаден от Конструкторско бюро „Лавочкин“ самолет първи в СССР достига скоростта на звука. През 1954 г. работи над създаването на крилата ракета „Буря“.
Депутат във Върховния съвет на СССР. Награждаван с орден „Ленин“ (3 пъти), други ордени и медали.